# Gladiolus patersoniae
Gladiolus patersoniae är en irisväxtart som beskrevs av F.Bolus. Gladiolus patersoniae ingår i släktet sabelliljor, och familjen irisväxter. Inga underarter finns listade i Catalogue of Life.